# Сельсо Торреліо
Сельсо Торреліо Вілья (ісп. Celso Torrelio Villa, 3 червня 1933 — 23 квітня 1999) — болівійський політичний та військовий діяч. Генерал, президент країни у 1981–1982 роках. Очолював військовий режим за часів глибокої економічної та політичної кризи, що ускладнювалась міжнародною ізоляцією.

## Біографія

### Військова кар'єра
Сельсо Торреліо народився 3 червня 1933 року в Падільї, в департаменті Чукісака на півдні Болівії, в родині Анібаля Торреліо та його дружини Естефанії Вільї. Закінчив військовий коледж і 1955 року почав службу в сухопутних частинах болівійської армії в чині молодшого лейтенанта. Проходив курси підвищення кваліфікації, був начальником школи унтер-офіцерів піхоти, начальником штабу V дивізії, начальником одного з відділів Генерального штабу армії Болівії. 1976 року отримав звання полковника. Користувався протекцією генерала Луїса Гарсіа Меси. 21 жовтня 1980 року полковник Сельсо Терреліо був призначений на пост міністра внутрішніх справ, міграції та юстиції Болівії після вимушеної відставки полковника Луїса Арсе Гомеса. У грудні 1980 року йому було надано звання бригадного генерала. 9 січня 1981 року, незважаючи на спротив армійського командування, президент Гарсіа Меса призначив Торреліо командувачем сухопутними військами і 25 лютого 1981 року залишив пост міністра. У липні 1981 року Сельсо Торреліо отримав звання дивізійного генерала.

### Правління
3 серпня 1981 року генерали Альберто Натуш і Луїс Асеро підбурили заколот в Санта-Крусі, що призвело до відставки президента Луїса Гарсіа Меси й передачі влади в Ла-Пасі до рук хунти трьох родів військ на чолі з Сельсо Торреліо. Двовладдя, що склалось, вдалось ліквідувати під час перемовин із генералом Натушем, який проголосив себе президентом, і 4 вересня хунта призначила Сельсо Терреліо повноправним президентом Болівії. Намагаючись здобути підтримку в країні та прорвати міжнародну ізоляцію, Торреліо заявив про проведення на початку 1983 року виборів до Установчої асамблеї, однак це спричинило негативну реакцію столичного гарнізону та деяких армійських частин. Президент вжив заходів з розширення громадянських і профспілкових свобод та дозволив повернення політичних емігрантів. 6 травня 1982 року на зустрічі армійського командування було прийнято рішення про скасування комендантської години.
19 липня 1982 року за умов кризи, що поглиблювалась, генерал Сельсо Терреліо оголосив про передачу влади бригадному генералу Гідо Вільдосо. Торреліо відійшов від політики та проживав як приватна особа в Ла-Пасі.
Помер 23 квітня 1999 року в Ла-Пасі.